# Кадмоселіт
Кадмоселіт (рос. кадмоселит; англ. cadmoselite; нім. Kadmoselit m) — мінерал, селенід кадмію.

## Етимологія та історія
Вперше кадмоселіт був знайдений в родовищі «Устьок» поблизу Турана (Південний Сибір, Росія) і описаний Е. З. Буряновою, Г. А. Ковальовим та А. І. Комковим, який назвав мінерал за його складом (кадмій та селен).

## Загальний опис
Хімічна формула: CdSe. Склад в %: Cd — 58,74; Se — 41,26. Сингонія гексагональна. Вид дигексагонально-дипірамідальний. Кристали пірамідальні, аналогічні кристалам вюрциту, ксеноморфні зерна. Спайність досконала.
Густина 5,816. Твердість бл. 4,0. Дуже крихкий. Колір чорний. Риса чорна. Блиск смолистий. Непрозорий. Зустрічається з фероселітом, клаусталітом, самородним селеном, сфалеритом і піритом у пісковиках Сер. Азії (Тува). Рідкісний.